# Pic gris
Dendropicos elachus
Espèce
Statut de conservation UICN

 LC  : Préoccupation mineure
Le Pic gris (Dendropicos elachus) est une espèce d'oiseau de la famille des Picidae.
Son aire s'étend à travers deux aires disjointes au Sahel :
- dans le nord du Sénégal et sud-ouest de la Mauritanie ;
- du centre du Mali à l'ouest du Soudan.

C'est une espèce monotypique.